# Рик Копенс
Рик Копенс (на нидерландски: Rik Coppens) е белгийски футболист, нападател.
Той е роден на 29 април 1930 година в Антверпен. Основната част от футболната му кариера преминава в местния отбор Берсхот (1946 – 1961). Играе в националния отбор между 1949 и 1959 година, включително на Световното първенство през 1954 година, като за 47 мача отбелязва 21 гола. Състезава се до 1970 година, след което последователно е треньор на няколко белгийски футболни отбора до средата на 80-те години.
Рик Копенс умира на 5 февруари 2015 година в Антверпен.